# Liste der Baudenkmale in Oldenburg (Oldb) – Humboldtstraße
In der Liste der Baudenkmale in Oldenburg (Oldb) – Humboldtstraße stehen alle Baudenkmale der Humboldtstraße in Oldenburg (Oldb).  Die Quelle der IDs und der Beschreibungen ist der Denkmalatlas Niedersachsen.
Der Stand der Liste ist das Jahr 2022.

## Allgemein
In den Spalten befinden sich folgende Informationen:
- Lage: die Adresse des Baudenkmales und die geographischen Koordinaten. Kartenansicht, um Koordinaten zu setzen. In der Kartenansicht sind Baudenkmale ohne Koordinaten mit einem roten Marker dargestellt und können in der Karte gesetzt werden. Baudenkmale ohne Bild sind mit einem blauen Marker gekennzeichnet, Baudenkmale mit Bild mit einem grünen Marker.
- Bezeichnung: Bezeichnung des Baudenkmales
- Beschreibung: die Beschreibung des Baudenkmales. Unter § 3 Abs. 2 NDSchG werden Einzeldenkmale und unter § 3 Abs. 3 NDSchG Gruppen baulicher Anlagen und deren Bestandteile ausgewiesen.
- ID: die Objekt-ID des Baudenkmales
- Bild: ein Bild des Baudenkmales, ggf. zusätzlich mit einem Link zu weiteren Fotos des Baudenkmals im Medienarchiv Wikimedia Commons. Wenn man auf das Kamerasymbol klickt, können Fotos zu Baudenkmalen aus dieser Liste hochgeladen werden:

Zurück zur Hauptliste
| Lage                                         | Bezeichnung | Beschreibung | ID       | Bild |
| -------------------------------------------- | ----------- | --- | -------- | ---- |
| Humboldtstraße 1 53° 8′ 57″ N, 8° 12′ 32″ O  | Wohnhaus    | Eineinhalbgeschossiger, verputzter Massivbau auf hohem Sockelgeschoss unter giebelständigem Satteldach zur Humboldtstraße. Vierachsige Fassade mit Putzfugen, Gurtgesims, die beiden mittleren Fenster im OG durch Verdachung mit mittigem Medaillon hervorgehoben. Eingang mit dahinterliegendem Treppenhaus an der Straße „Röwekamp“. Vorgarten. 1874/75 von Heinrich Früstück errichtet. | 37432588 | BW   |
| Humboldtstraße 4 53° 8′ 56″ N, 8° 12′ 34″ O  | Wohnhaus    | Eineinhalbgeschossiger, verputzter Massivbau auf hohem Sockelgeschoss unter giebelständigem Satteldach zu Humboldtstraße. Vierachsige Fassade mit Putzfugen, Gurtgesims, die beiden mittleren Fenster im OG durch Verdachungen mit Akroterien und Festons in den Brüstungsfeldern hervorgehoben. Eingang mit dahinterliegendem Treppenhaus an der Ostseite. Vorgarten. 1880 errichtet.      | 37432855 | BW   |
| Humboldtstraße 5 53° 8′ 57″ N, 8° 12′ 34″ O  | Wohnhaus    | Eingeschossiger, verputzter Massivbau auf hohem Sockelgeschoss unter giebelständigem Satteldach. Vierachsige Fassade mit Putzfugen, Gurtgesims, die beiden mittleren Fenster im OG durch Verdachung mit mittigem Medaillon hervorgehoben. Eingang mit dahinterliegendem Treppenhaus an der Westseite. Vorgarten. 1875/76 von Heinrich Früstück errichtet.                                   | 37432632 | BW   |
| Humboldtstraße 6 53° 8′ 56″ N, 8° 12′ 34″ O  | Wohnhaus    | Eineinhalbgeschossiger, verputzter Massivbau auf hohem Sockelgeschoss unter giebelständigem Satteldach. Vierachsige Fassade mit Putzfugen, Gurtgesims, die beiden mittleren Rundbogenfenster im OG durch horizontale Verdachung hervorgehoben. Eingang mit dahinterliegendem Treppenhaus an der Westseite. Vorgarten. 1878 errichtet.                                                       | 37432877 | BW   |
| Humboldtstraße 7 53° 8′ 57″ N, 8° 12′ 35″ O  | Wohnhaus    | Eingeschossiger, verputzter Massivbau auf hohem Sockelgeschoss unter giebelständigem Satteldach. Dreiachsige Fassade mit Putzfugen, Gurtgesims, Fenster im Giebeldreieck mit horizontaler Verdachung hervorgehoben. Eingang an der Ostseite. Vorgarten. Um 1880 errichtet. | 37432654 | BW   |
| Humboldtstraße 8 53° 8′ 56″ N, 8° 12′ 35″ O  | Wohnhaus    | Eineinhalbgeschossiger, verputzter Massivbau auf Sockel unter giebelständigem Satteldach. Vierachsige Fassade nur durch Gurtgesims gegliedert. An der Ostseite zweigeschossiger Eingangsvorbau mit traufständigem Krüppelwalmdach. Eingeschossiger Anbau an der Westseite. Vorgarten. 1907/08 errichtet.                                                                                    | 37432900 | BW   |
| Humboldtstraße 9 53° 8′ 57″ N, 8° 12′ 36″ O  | Wohnhaus    | Eingeschossiger, verputzter Massivbau unter Satteldach, dreiachsige Fassade ungegliedert. An der Ostseite eingeschossiger Anbau mit eigenem Satteldach, davor eingeschossiger Eingangsvorbau. | 37432676 | BW   |
| Humboldtstraße 10 53° 8′ 56″ N, 8° 12′ 36″ O | Wohnhaus    | Eingeschossiger, verputzter Massivbau unter traufständigem Satteldach. Fünfachsige Fassade mit horizontalen Ritzfugen. Vorgarten. 1875 von Zimmermann Johann Wiemken errichtet. | 37432922 | BW   |
| Humboldtstraße 11 53° 8′ 57″ N, 8° 12′ 37″ O | Wohnhaus    | Zweigeschossiger, verputzter Massivbau unter Satteldach mit dreiachsiger ungegliederter Fassade. Ursprünglicher Fassadenschmuck entfernt, nachträglich aufgestockt. Vorgarten. 1877 errichtet, um 1970 umgebaut. | 37432698 | BW   |
| Humboldtstraße 12 53° 8′ 57″ N, 8° 12′ 37″ O | Wohnhaus    | Eineinhalbgeschossiger, verputzter Massivbau unter Satteldach. Dekor der dreiachsigen Fassade in Form von Putzrustizierung, Fries, Gurt- und Sohlbankgesims. Mittleres Fenster im Giebel mit horizontaler Verdachung. An der Ostseite, mit der Fassade bündig, nachträglich zweigeschossiger Anbau mit Walmdach. Vorgarten. Um 1891/92 errichtet.                                           | 37432944 | BW   |
| Humboldtstraße 13 53° 8′ 57″ N, 8° 12′ 37″ O | Wohnhaus    | Eineinhalbgeschossiger, verputzter Massivbau auf niedrigem Sockel unter giebelständigem Satteldach. Vierachsige Fassade mit eingeritzten Putzfugen, horizontale Gliederung durch umlaufendes Gurtgesims und Verdachung der beiden mittleren Giebelfenster. Eingangsvorbau an der Ostseite. Um 1880 errichtet, Eingangsvorbau nachträglich verändert.                                        | 37432720 | BW   |
| Humboldtstraße 14 53° 8′ 57″ N, 8° 12′ 38″ O | Wohnhaus    | Zweigeschossiger, verputzter Massivbau auf Souterraingeschoss mit Rustika unter Satteldach. Vierachsige Fassade mit eingeritzten Fugen, Fenster des Erdgeschosses und die beiden Giebelfenster mit geraden Verdachungen, umlaufendes Gurtgesims. An der Ostseite zurückgesetzt zweigeschossiger Eingangsvorbau mit traufständigem Satteldach. Vorgarten. 1888 errichtet.                    | 37432966 | BW   |
| Humboldtstraße 15 53° 8′ 58″ N, 8° 12′ 38″ O | Wohnhaus    | Eineinhalbgeschossiger, verputzter Massivbau unter giebelständigem Satteldach. Vierachsige Fassade durch horizontale Putzfugen und umlaufendes Gurtgesims gegliedert. Mittlere Giebelfenster jeweils mit gerader Verdachung. Zurückgesetzter Eingangsvorbau an der Ostseite, nachträglich aufgestockt. Vorgarten. 1878/79 errichtet.                                                        | 37432742 | BW   |
| Humboldtstraße 16 53° 8′ 57″ N, 8° 12′ 38″ O | Wohnhaus    | Eineinhalbgeschossiges, verputztes Doppelwohnhaus unter traufständigem Satteldach. Eingänge im zweigeschossigen, zweiachsigen Mittelrisalit mit Dreiecksgiebel. Insgesamt sechsachsige Fassade mit horizontalen Putzfugen im EG und Risalit. Drempel mit Putzfeldern. An der Rückseite für jede Partei ein kleiner Wirtschaftstrakt angefügt. Vorgarten. 1888 von Fr. Schöttler errichtet.  | 37432988 | BW   |
| Humboldtstraße 17 53° 8′ 58″ N, 8° 12′ 39″ O | Wohnhaus    | Eineinhalbgeschossiger, verputzter Massivbau unter giebelständigem Satteldach. Fassade mit eingeritzten Fugen, umlaufendes Gurtgesims. Im EG drei Fenster, OG mit vier Fenstern. Vorgarten. 1880 errichtet. | 37432764 | BW   |
| Humboldtstraße 18 53° 8′ 57″ N, 8° 12′ 39″ O | Wohnhaus    | Eineinhalbgeschossiger, verputzter Massivbau unter giebelständigem Satteldach. Vierachsige Fassade mit eingeritzten Fugen und Gurtgesims. Fenster mit profilierter Rahmung. Im OG zusätzlich mit Reliefs in den Brüstungsfeldern, die beiden mittleren durch Verdachungen mit Akroterien hervorgehoben. Vorgarten. 1879 errichtet.                                                          | 37433010 | BW   |
| Humboldtstraße 19 53° 8′ 58″ N, 8° 12′ 40″ O | Wohnhaus    | Eineinhalbgeschossiger, verputzter Massivbau mit giebelständigem Satteldach. Vierachsige Fassade mit Gurtgesims. | 37432786 | BW   |